# Стів Бертеншоу
Стів Бертеншоу (англ. Steve Burtenshaw, 23 листопада 1935 — 17 лютого 2022) — англійський футболіст, що грав на позиції півзахисника. По завершенні ігрової кар'єри — тренер.

## Ігрова кар'єра
У дорослому футболі дебютував 1952 року виступами за команду клубу «Брайтон енд Гоув», кольори якої і захищав протягом усієї своєї кар'єри гравця, що тривала цілих п'ятнадцять років. У Альбіоні він виграв титул переможця Третього дивізіону (Південь) у сезоні 1957/58 , а також переможця Четвертого дивізіону в сезоні 1964/65. Всього у різних дивізіонах Футбольної ліги провів 237 матчів за клуб.

## Кар'єра тренера
По завершенні кар'єри гравця залишився у «Брайтон енд Гоув Альбіон», увійшовши до тренерського штабу клубу, а з 1971 року працював на цій же посаді у столичному «Арсеналі».
1973 року став головним тренером команди «Шеффілд Венсдей» і тренував команду з Шеффілда два роки, після чого повернувся на посаду асистента, цього разу у «Евертон», де працював до 1978 року, а у січні 1977 року був виконувачем обов'язків головного тренера у трьох матчах після того, як клуб звільнив Біллі Бінгема.
Згодом протягом 1978—1979 років очолював тренерський штаб клубу «Квінз Парк Рейнджерс».
Бертеншоу пізніше повернувся в «Арсенал», де працював тренером і скаутом, а також був в.о. головного тренера в період з березня по травень 1986 року, після відставки Дона Гоу. «Арсенал» закінчив сезон сьомим у Першому дивізіоні того сезону, після чого Бертеншоу повернувся до своєї попередньої посади з приходом на тренерський місток Джорджа Грема. Також робота Бертеншоу в складі «канонірів» була затьмарена, коли він визнав, що також брав участь у скандальному підписанні Йона Єнсена за хабар від норвезького агента, що призвів до звільнення Грема з посади менеджера «Арсеналу». За це Бертеншоу отримав штраф у розмірі 7500 фунтів стерлінгів.
Покинувши «Арсенал» разом з Брюсом Ріохом у 1996 році, Стів став головним скаутом у «Квінс Парк Рейнджерс», який очолив інший колишній тренер «Арсеналу» Стюарт Г'юстон. Незважаючи на перенесений інсульт в 2001 році, він пізніше приєднався до штабу Кевіна Кігана на посаду скаута в «Манчестер Сіті», перед тим, як остаточно покинув футбольну діяльність.